# Тихий Гай (Приазовский район)
Тихий Гай (укр. Тихий Гай) — село,
Новоспасский сельский совет,
Приазовский район,
Запорожская область,
Украина.
Село ликвидировано после 1979 года.

## Географическое положение
Село Тихий Гай находилось в урочище Червоный Яр, на расстоянии в 3,5 км от села Ульяновское.
По селу протекает пересыхающий ручей с запрудой.

## История
- После 1979 года — село ликвидировано.